# Tropidieae
Tropidieae es una tribu de la subfamilia Epidendroideae perteneciente a la familia Orchidaceae. Tiene los siguientes géneros:
Es el único grupo con viscidio apical. Las plantas son de hábitos terrestres, sin pseudobulbos, con las raíces carnosas y rígidas las articulaciones fibrosas que brotan cerca de la base del pseudotallo, estos son más o menos verticales y rígidos, a veces ramificados, con las hojas dispuestas en espiral. Las inflorescencias son paniculadas. Esta tribu no tiene subdivisiones y tiene sólo dos géneros, uno en Brasil.

## Géneros
- Corymborkis Thouars
- Tropidia Lindley